# Psychotria cuatrecasasii
Psychotria cuatrecasasii là một loài thực vật có hoa trong họ Thiến thảo. Loài này được (Standl. & Steyerm.) C.M.Taylor miêu tả khoa học đầu tiên năm 1994.